# A Igreja de Jesus Cristo dos Santos dos Últimos Dias na Tailândia
A Igreja de Jesus Cristo dos Santos dos Últimos Dias na Tailândia foi estabelecida na década de 1950.  

## História
O primeiro missionário mórmon chegou ao país em 1854, enviado por Brigham Young, então profeta da igreja. No momento de chegada do primeiro missionário, o país era conhecido como Sião, com forte influência dos costumes budistas que predominam até hoje. Ele permaneceu no país por apenas quatro meses, por conta da dificuldade em aprender o idioma tailandês.
Na década de 1950 e antes de 1961, os ensinamentos informais da Igreja foram realizados de forma intermitente quando famílias mórmons que viviam em Bangkok foram identificadas. Essas famílias eram, em sua maioria, imigrantes de países ocidentais ou tailandeses que tiveram contato com a religião fora de seu país. O primeiro ramo (congregação) mórmon na Tailândia passou a funcionar continuamente desde 1961, quando os cultos regulares foram autorizados pela Igreja e pelo governo.
O primeiro Distrito na Tailândia foi organizado em 1966. O Presidente da igreja à época, Gordon B. Hinckley, dedicou a Tailândia para a pregação do evangelho em 2 de novembro de 1966. Alguns missionários foram então transferidos para a área, o que garantiu o aumento de membros. Em 1973, a Tailândia organizou a sua própria missão, sediada em Bangkok. Em 1974, o Élder David B. Haight dedicou a primeira capela no país. Em 1987, três novas capelas foram dedicadas no reino, desta vez em Bangnaa, Thonburi e Chiang Mai, que passaram a ter ramos. Em 1995, a Estaca Bangkok foi criada, sendo a primeira no país e uma das primeiras no Sudeste Asiático.

## Atualidade
Atualmente, vivem 18 071 mórmons na Tailândia. O país possui 1 missão (em Bangkok), 38 congregações e 6 Centros de história da família. Não há ainda templos mórmons na Tailândia, sendo que os membros da igreja que vivem no país frequentam o Templo de Taipé ou o Templo de Hong Kong, ambos na República Popular da China.